# Coop (Charmed)
Coop is een personage uit de serie Charmed. Hij maakt deel uit van de magische gemeenschap als cupido en werd gespeeld door Victor Webster.
Coop is vooral bekend in de serie als de partner van Phoebe Halliwell, gespeeld door Alyssa Milano.

## Rol in de serie
Coop werd gestuurd door De Ouderen om Phoebe te helpen zich weer open te stellen voor de liefde. Hij neemt haar met zijn magische ring mee terug in de tijd. Terug naar al haar vorige relaties en waar ze zijn misgelopen. Zo komt hij te weten waarom Phoebe dat schild rond zich heeft en zegt haar dat ze niet enkel de slechte afloop mag herinneren, maar ook hoe al die relaties starten. Het eerste oogcontact, die eerst overslaande vonk. Eenmaal het magische schild dat Phoebe rond zich had gebouwd (door al de misgelopen relaties) was opgeheven. Zoekt hij mee met Phoebe naar haar ware liefde, hij probeert haar te koppelen met Micheal. Maar hij wordt dan zelf verliefd op haar. Phoebe wil het eerst niet toegeven dat ze ook gevoelens voor Coop heeft. Want dit kan echter niet, want een Cupido mag geen verkering hebben met een heks.
Het is een verboden liefde, net zoals het eerst een verboden liefde was tussen Leo en Piper. En Phoebe had gezien hoe moeilijk dat was geweest. Totdat Wyatt uit de toekomst komt en per ongeluk Coop 'uncle' noemt. Coop wil natuurlijk met Phoebe praten, maar ze kan niet want ze moet met Piper en Paige vechten tegen Billie en Christie. Na het gevecht komen ze te weten dat De Ouderen Coop hadden gestuurd om zelf verliefd te worden op Phoebe. Met de exacte woorden van Wyatt: "It wasn't, and it will not be, a forbidden love." De laatste aflevering zie je de trouw van Coop en Phoebe. En ook het dochtertje, waar Phoebe een toekomstvoorspelling over had, samen met haar 2 zusjes.